# Dinosaurio (película de 2000)
Dinosaurio es una película de Walt Disney Feature Animation y Walt Disney Pictures. Parcialmente rodada en imágenes reales y parcialmente animada por computadora, la dirección de la película corrió a cargo de Ralph Zondag y Eric Leighton. Fue estrenada por primera vez en Estados Unidos el 19 de mayo de 2000, aunque en España el estreno no se produjo hasta el 24 de noviembre del mismo año.
Este fue el primer largometraje de Disney en el que se usó la técnica de la animación por computadora para representar la totalidad de los personajes de la película. El primer largometraje animado de Disney en usar dicha técnica había sido el largometraje animado inmediatamente anterior, Fantasía 2000, estrenado pocos meses antes y en el que secuencias de animación por computadora se alternan con secuencias realizadas mediante animación tradicional. En el caso de Dinosaurio una gran parte de los paisajes fue obtenida rodando imágenes reales en el parque nacional Canaima, en Venezuela. Los diferentes tepuyes y el Salto Ángel, lugares todos ellos de dicho parque nacional de Venezuela, aparecen regularmente en la película.
Dinosaurio es el largometraje número 39 en la lista oficial del canon de Walt Disney Animation.

## Argumento

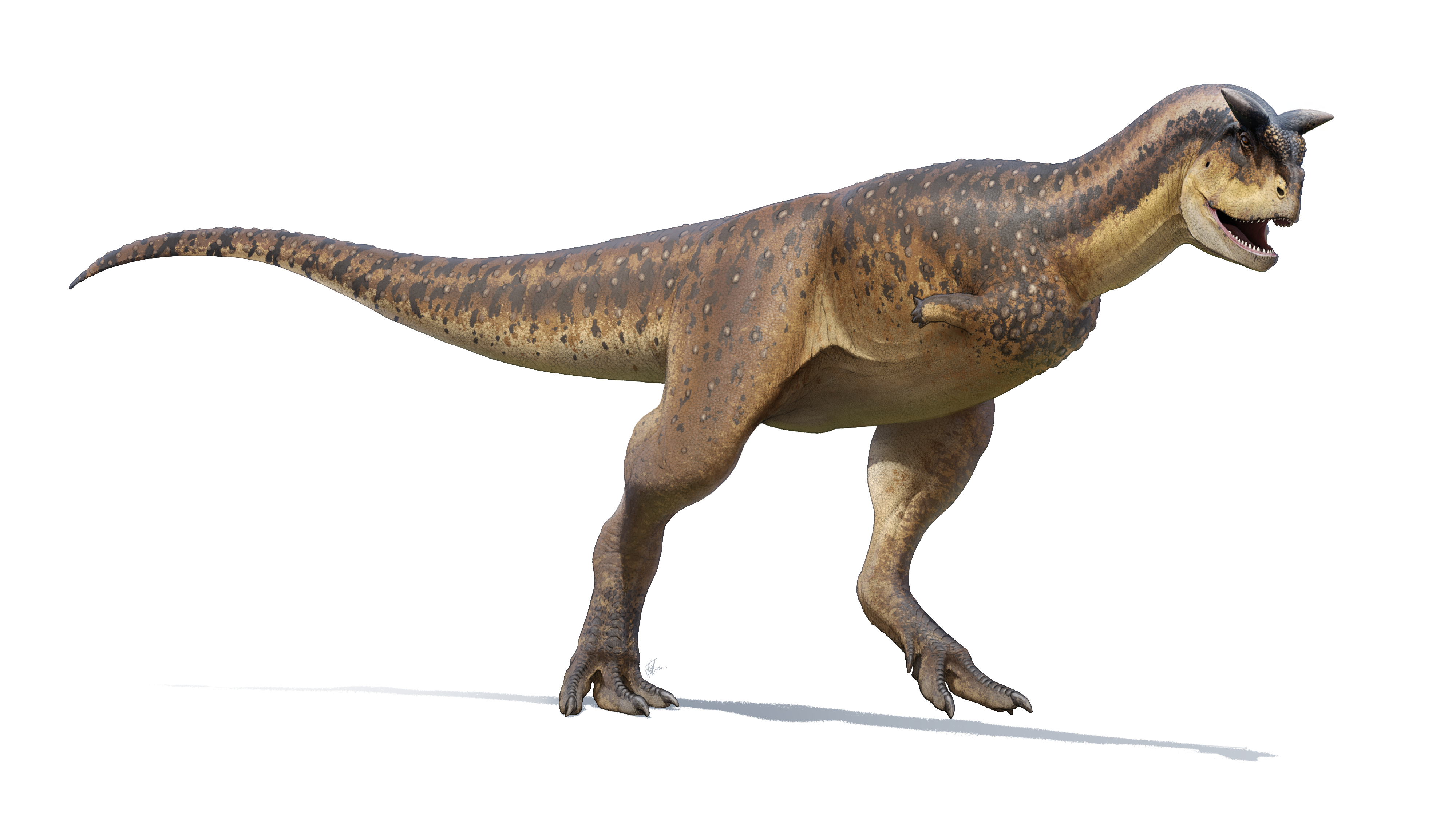
Reconstrucción de un Carnotaurus, el antagonista de la película.

Hace 66 millones de años, al final del Cretácico, se ve una escena de varios iguanodones y otros dinosaurios herbívoros, un pequeño Parasaurolophus por curiosidad se acerca a los nidos de los iguanodones, pero estos lo espantan, luego el Parasaurolophus persigue a un lagarto volador hacia el bosque y cuando estaba a punto de atraparlo, este sale  a volar y se posa en algo, pero en eso el Parasaurolophus ve unas gotas de baba y al mirar arriba ve unos largos dientes afilados, luego el mismo sale del bosque completamente asustado y de paso alerta al resto de los otros dinosaurios de la zona, donde súbitamente se aparece un Carnotaurus y provoca una estampida en la zona, donde también en plena persecución el depredador aplasta con una de sus gigantescas patas el nido donde estaba la Iguanodon y destruye los huevos que estaban en el mismo, quedando solamente uno de estos intacto, por otro lado el Carnotaurus atrapa a un Pachyrhinosaurus mientras intentaba escapar y lo devora. Posteriormente la imagen enfoca a un Oviraptor llegando a los restos del nido de Iguanodon y se roba el único huevo intacto, llevándoselo hasta el fondo del bosque, donde este trata de romperlo para devorarlo, pero en ese momento otro Oviraptor aparece con intenciones de arrebatárselo, pero en medio de la confrontación entre ambos dinosaurios, el huevo se les cae al río y ambos empiezan a pelear entre ellos, culpando uno al otro por la pérdida de su comida. Posteriormente, el huevo sigue su curso río abajo, hasta que llega a una cascada, donde es interceptado en plena caída por un Pteranodon y luego este sobrevuela toda la zona del valle con el huevo, pero al salir a mar abierto, el Pteranodon llega hasta una isla adyacente a tierra firme, donde un par de aves de esa zona comienzan a atacarlo y provocan que el Pteranodon deje caer el huevo de sus patas y el mismo termina cayendo en la isla al amparo de un clan de lémures locales de la misma. Momentos después, una lémur llamada Plío encuentra el huevo medio fragmentado por la caída y esta decide acercarse a investigar de que se trata, pero al ver a la pequeña cría de Iguanodonte esta insiste en cuidarlo, lo que pone algo dudoso a su padre, Yar, quien en un principio intenta deshacerse del pequeño bebe iguanodonte por miedo a que el pequeño los devore cuando crezca, pero después de mirarlo detenidamente y darse cuenta de que no es una amenaza, este a regañadientes decide seguirle la corriente a Plío y optan por conservar a la criatura, luego de obtener la aprobación de Yar de conservar al pequeño dinosaurio, Plío decide adoptarlo y nombrarlo como Aladar. Unos años después, Aladar crece y juega con varios lémures de su familia, como Zini, un lémur hijo de Plío, y Suri, la hermana menor. Zini pierde en la temporada de cortejos y se retira. Sin embargo en ese momento ven una lluvia de estrellas fugaces, al principio parece un espectáculo, pero luego un meteoro gigante de casi 10 kilómetros se estrella contra la Tierra, donde el fuerte impacto se ve en silencio, pero luego de una colosal explosión se levanta hasta el cielo, donde también una peligrosa onda expansiva de rocas fundidas y vaporizadas se aproximan peligrosamente la isla cercana donde se encuentran, forzando a Aladar, Plío, Yar, Suri y Zini, como también al resto del clan de lémures a escapar de la zona y refugiarse del bombardeo de rocas fundidas y de la colosal onda expansiva, pero al llegar al otro extremo de la isla y estando en un callejón sin salida, Aladar se ve forzado a saltar al océano con su familia de lémures, salvándose por poco de ser alcanzados por la onda expansiva de la explosión. Momentos después, Aladar y su familia de lémures sobreviven a la lluvia de meteoros llegando sanos y salvos hasta tierra firme, pero en eso ven su isla en la que vivían y estos observan con tristeza como ha sido destruida y arrasada por la onda expansiva, donde también se lamentan por la pérdida de todos los demás lémures que desafortunadamente murieron en la violenta explosión, por lo que sin más remedio estos deciden abandonar la zona y buscar un nuevo hogar donde vivir. En medio del desierto estos se encuentran con una manada de Velociraptores que intentaban atacarlos, posteriormente se encuentran con una horda de dinosaurios (Parasaurolophus, Struthiomimus, Pachyrhinosaurus, Stygimoloch, Styracosaurus, Microceratops e Iguanodon) que buscan desesperadamente un lugar donde emigrar y vivir en paz, pues el agua y la comida empiezan a escasear (posiblemente debido al impacto del meteoro). Aladar se encuentra con tres dinosaurios, Eema, una Styracosaurus, Baylene, una Brachiosaurus, y Url, un joven Ankylosaurus y mascota de Eema. Eema les explica que la manada se dirigía a los Nidales, donde todos los dinosaurios criaban. Baylene añadió que para ellas era casi imposible mantener el paso, debido a que Kron, líder de la horda, un iguanodonte muy fiero y despiadado, intenta que la manada avance rápido. Aladar se adelanta y llega donde están Kron, su hermana Neera y su segundo al mando, Bruton. Aladar le sugiere a Kron disminuir el paso, pero él no le hace caso.
Caminando en largos y calurosos días por el desierto y expuesta a los ataques de los Velociraptores, la horda de Kron cada día se pone más cansada. Kron, por medio de Bruton, el teniente, avisa que no esperarán a nadie. Aladar hace todo lo posible por ayudar a Baylene y a Eema. Una noche, Aladar contempla el cadáver de un estrutiomimus, que probablemente haya muerto de cansancio y sed. Aladar se adelanta, mientras la manada de velociraptores desciende para alimentarse con el cadáver del animal. Al día siguiente, los raptores ya se habían comido toda la carne, pero luego huyen despavoridos de un par de Carnotaurus, que siguen a la horda, ya qué estos Carnotaurus son de Sudamérica, pero fueron impulsados al norte por el choque del meteorito.
Kron y Bruton dan gritos de alegría, percibiendo Eema que están muy cerca del lago. Kron, nota que el lago se ha secado y manda a Bruton y a otro iguanodonte a buscar agua. Kron y la manada avanzan rápido, dejando atrás a Baylene, Eema, Url, Aladar y los lémures. Eema está tan sedienta que no puede avanzar. A Zini y a Aladar se les ocurre que debe haber agua debajo de la superficie. Él y Zini ayudan a Baylene a abrir un hoyo, al momento que agua fresca sale a borbotones. Aladar da un fuerte bramido, avisando a la manada de la presencia de agua. Eema, lentamente, avanza hacia el agua y bebe, al igual que Baylene y Url. Dos pequeños dinosaurios huérfanos, criados por Neera, la hermana de Kron, avanzan corriendo hacia el agua, pero Kron se adelanta y bebe sin darle las gracias a Aladar. Luego llega la manada en estampida, que bebe impacientemente. Neera observa como el gentil Aladar le ayuda a Eema a salirse del camino, para evitar que la atropellen.
Bruton y su compañero, siguen sin encontrar agua, cuando Bruton percibe la presencia de los dos Carnotaurus. De repente, uno de los Carnotaurus se lleva al compañero y lo devora, mientras que el otro hiere a Bruton. Mientras tanto, Aladar les ayuda a beber a los dos dinosaurios pequeños huérfanos, y luego a Neera, cuando los dos de repente se empiezan a enamorar. Mientras Kron contemplaba nervioso la escena, Bruton llega hacia él con su pata rota y con graves heridas. Percibiendo el dinosaurio líder que los Carnotaurus siguen el rastro de Bruton, lo expulsa y con sus bramidos alerta a la manada.
Aladar protesta sobre el tema de esperar a los dinosaurios viejos, pero Kron se enfada más y lo ataca. Kron, furioso, aparta a Neera y continúa el viaje. El preocupado dinosaurio corre a alertar a sus amigos. Aladar se apura, pero por desgracia, los amigos de Aladar eran muy lentos. Él y sus amigos de repente pierden a la manada de vista.
Mientras tanto, los Carnotaurus acechan a los dinosaurios y estos se detienen en el hoyo que Aladar hizo previamente y se beben el agua que había ahí. Mientras Aladar y sus amigos avanzan con recelo a través de unos acantilados, encuentran a Bruton que se quedó atrás también, donde este se encuentra malherido y luchaba solo por su vida. Usando un palo como guía, Url indica a los demás un camino que llega a una cueva. Mientras Bruton agoniza de dolor por sus heridas, Aladar, los lémures, y los dinosaurios débiles se ponen a descansar, pero en eso Baylene divisa a Bruton entre la tormenta, donde gentilmente Aladar lo aloja en la cueva para que se cubra de la tormenta. Por su parte, Bruton poco a poco se deja llevar por la amabilidad de sus nuevos amigos, Plío lo ayuda poniéndole el néctar de una planta medicinal que veía crecer en su isla natal.
En ese momento mientras todos duermen, los Carnotaurus encuentran por casualidad la entrada a la cueva y se dirigen hacia ella, mientras que Aladar se despierta por los temblores de impacto que los dinosaurios carnívoros provocaban con sus pisadas, en eso Bruton le menciona que en silencio despierte a sus amigos y evacuen de inmediato sin hacer ruido, pero en ese momento una roca se desprende del techo, provocando que esta última llame la atención de los Carnotaurus, los cuales entran a investigar, pero no logran verlos entre la oscuridad del lugar en un principio, sin embargo cuando un relámpago cae en las cercanías del lugar, la luz del mismo provoca que estos descubran a Aladar escondido y rápidamente corren a atacarlos. Mientras Aladar evacua a sus amigos, este es atrapado por uno de ellos, pero Bruton los detiene y se sacrifica intentando pelear contra los terópodos para salvar a Aladar, al estar en clara desventaja contra los carnívoros, Bruton se las ingenia para derribar un soporte de rocas que hay sobre los terópdos y provoca un derrumbe. Después de despistar a uno de los carnívoros, Bruton muere enterrado bajo las rocas. Aladar se entristece, pero luego nota que uno de los Carnotaurus también ha muerto aplastado, mientras que el otro Carnotaurus sobreviviente sale malherido de las rocas y se retira de la cueva, mientras lanza un rugido lamentándose por su compañero caído y por no atrapar a Aladar y a los otros.
Mientras tanto, en el desierto, Kron arrea a su manada pese al calor sofocante, hasta que ve a los dos huérfanos cansados y ve como uno de ellos sucumbe y Kron simplemente los ignora. Sin embargo, Neera acude rápidamente y ayuda a los dos pequeños a avanzar y no rezagarse del resto, pero también se preocupa por Aladar y los demás, ya que no ve el rastro de ellos por ninguna parte y espera que estos se encuentren bien. Por otro lado y a pesar de que el derrumbe de rocas había salvado a Aladar y a sus amigos, estos ahora estaban atrapados en la cueva sin ninguna salida. Sin embargo, Zini y Suri percibieron la presencia de otro mundo atrás de un deslizamiento de rocas. Aladar golpea la pared de rocas, pero las rocas no ceden. Animado por Baylene, Aladar, después de casi rendirse empuja con más fuerza, ayudado por sus compañeros. Después de un gran golpe que propinó la elegante braquiosaurio, las rocas finalmente sucumben y frente a ellos observan Los Nidales intactos, un inmenso valle verde con un lago de agua dulce. Mientras Baylene, Url, Zini y Suri salían a entretenerse en el lago, Aladar se preocupó sobre donde se encontraba la manada y Eema le menciona que estos llegaran en cualquier momento, pero pronto se da cuenta de que un enorme deslizamiento de tierra y rocas había bloqueado la entrada habitual a los Nidales que la horda solía utilizar y cree que estos no podrán atravesar ese callejón sin salida. En eso Aladar asume que la manada no podrán pasar por ese lugar, este decide salir de los Nidales y advertirles del peligro y también mostrarles la entrada segura por la cueva, pero Eema, le advierte que tenga cuidado con Kron, ya que este último lo mataría si se interpone en su camino. Rápidamente el iguanodonte, consigue abrirse paso por el derrabe de rocas provocado previamente y avanza hacia el desierto en búsqueda de la manada. Mientras sigue su camino, este se encuentra con el Carnotaurus sobreviviente devorando un Stygimoloch, pero Aladar se las arregla para escabullirse sin ser visto por el depredador, sin embargo el Carnotaurus olfatea su presencia en la zona y lo sigue.
Finalmente Aladar encuentra a la manada, donde también ve a un Kron bastante indignado porque la salida estaba bloqueada, empujaba a los pequeños huérfanos para que treparan las rocas y obligaba a la horda que subieran. Sin embargo, Aladar le sugiere a Kron que los deje guiarlos a todos hasta una entrada segura que este descubrió previamente en la cueva, pero Kron por su orgullo no cede y le insiste a la manada seguirlo, sin embargo Aladar y él se pelean por el liderazgo de la manada, donde Kron obtiene una amplia ventaja sobre Aladar, pero justo cuando Kron se prepara para acabarlo, su hermana Neera en el último segundo interfiere en la pelea y golpea a su hermano Kron en el costado haciendo que este retroceda y luego se marcha con Aladar y la manada, pero justo cuando la manada se disponía a seguir a Aladar, súbitamente se aparece el Carnotaurus en la entrada del estrecho corredor de rocas y rápidamente corre a atacarlos dispuesto a llevarse a un dinosaurio de la manada como su cena. Por su parte Kron le exige la manada que lo sigan para huir del depredador, sin embargo Aladar le sugiere a la manada no separarse y mantenerse todos juntos, ya que si se separan el depredador los atrapará. A medida que el Carnotaurus se acerca, Aladar valientemente se enfrenta al Carnotaurus rugiéndole, al ver este acto del joven Iguanodonte, los otros dinosaurios de la manada también le siguen la corriente y se unen a rugirle al Carnotaurus y finalmente estos consiguen hacer que el terópodo retroceda permitiendo que la manada avance sin que este depredador pueda atacarlos. Pero en ese momento el Carnotaurus divisa a Kron resbalándose en la montaña de rocas que impedía la entrada a los Nidales y lo persigue para devorarlo, pero Neera observa esta situación y decide ir a rescatar a su hermano del depredador, pero también Aladar decide ir tras ella a ayudar. Por otro lado, Kron al ver al Carnotaurus acercándose lo golpea con su cola fuertemente para repelerlo y sigue su camino, pero el Carnotaurus se recupera y lo sigue persiguiendo, finalmente Kron llega a la cima del estrecho corredor, pero justo cuando creía que finalmente entraría a los Nidales, pronto se da cuenta de que la entrada que quería utilizar con la manada se encuentra derrumbada y con otra pared de rocas mucho más alta que la anterior, al ver esta situación Kron finalmente admite que se equivocó con Aladar, pero en ese momento el Carnotaurus finalmente lo alcanza y entonces Kron se ve forzado a pelear con el dinosaurio carnívoro por su vida, pero el Carnotaurus lo muerde fuertemente con sus potentes mandíbulas por el costado y lo lanza contra una roca puntiaguda, donde Kron queda muy malherido de gravedad y queda completamente inmóvil en el mismo lugar. Pero justo cuando el dinosaurio carnívoro se disponía a darle el golpe de gracia, Neera se aparece sorpresivamente y empuja al Carnotaurus con su lomo, pero el carnívoro con sus cuernos la repele hacia atrás, pero en ese momento también se aparece Aladar, éste lo golpea con su cola y lo empuja hacia atrás  y comienzan una feroz pelea, donde rápidamente Aladar empuja al depredador hacia el borde del acantilado, pero en ese momento las rocas del borde no soportan el peso del terópdo y estas colapsan haciendo que el Carnotaurus se caiga e intenta jalar a Aladar con sus mandíbulas, pero este último consigue salvarse de caer y es auxiliado por Neera, pero en eso ambos observan al fondo del acantilado y ven que el enorme dinosaurio depredador cayó en una serie de rocas puntiagudas y muere debido a la caída. Con la amenaza terminada, Neera se acerca a ayudar a su hermano Kron, pero pronto se da cuenta de que este último ya había muerto debido a sus heridas y esta empieza a llorar por la muerte de su hermano, donde Aladar la consuela por su pérdida y juntos deciden regresar con la manada y finalmente todos llegan a Los Nidales a través del atajo seguro que Aladar y su grupo hallaron previamente y la manada por fin entran alegremente a los Nidales. Tiempo después, Aladar y Neera crían y con ellos se reúnen sus amigos y ven a uno de los bebés romper el cascarón y Yar lo recoge, el bebé se orina. Eema y Baylene dan palabras de admiración. Mientras Plío, Suri y Yar tienen al bebé, Zini encuentra a un grupo de lémures coquetonas y por primera vez tiene éxito como galán. Luego, Aladar, Neera, los lémures, los hijos adoptivos de Neera, Eema, Baylene y Url y los demás dinosaurios dan gritos de felicidad pues por fin son una familia, mientras el resto de la horda ve crecer a su descendencia y una bandada de Ichthyornis vuela sobre los Nidales mientras una narradora habla que: incluso extintos nunca fueron olvidados.

## Premios
- 2000
- Thoplay - productor
- 2001
- ASCAP - Top Box Office Films
- Golden Satellite - 'Best Sound
- Golden Screen -

Además fue nominadas a otros premios entre los que destacan 5 nominaciones a los Annie.

## Doblaje
Español de España:
- Mariano Alameda - Aladar
- Mercedes Sampietro - Plio
- Pepe Mediavilla - Yar
- Javier Cámara - Zini
- Paula Ribó - Suri
- Joan Crosas - Bruton
- Maribel Verdú - Neera
- Marta Martorell - Baylene
- Enriqueta Linares - Eema
- Alfonso Vallés - Kron
- Ramón Salvat - Zini niño

Español americano:
- Juan Antonio Edwards - Aladar
- Mercedes Prato  - Neera
- Astrid Fernández  - Plio
- Armando Réndiz - Yar
- Anaís Portillo - Suri
- Raúl Aldana - Zini
- Marco Portillo - Zini (niño)
- Víctor Trujillo - Kron
- Luis Miguel Pérez  - Bruton
- Beatriz Aguirre - Bayleen
- Joana Brito - Ema

Voces Adicionales:
- Melanie Henríquez
- Tony Rodríguez
- Yensi Rivero

## Dinosaurios y otros animales que aparecen en la película

### Dinosaurios terópodos
- Carnotaurus sastrei
- Velociraptor mongoliensis
- Oviraptor philoceratops

### Dinosaurios saurópodos
- Brachiosaurus altithorax

### Anquilosaurios
- Ankylosaurus magniventris
- Talarurus plicatospineus (Principio)

### Dinosaurios ornitópodos
- Iguanodon bernissartensis
- Parasaurolophus walkeri
- Altirhinus kurzanovi

### Paquicéfalosaurios
- Stygimoloch spinifer

### Dinosaurios ceratopsios
- Microceratus gobiensis
- Pachyrhinosaurus canadensis
- Styracosaurus albertensis
- Centrosaurus apertus (carcasa)

### Dinosaurios Ornithomimidae
- Struthiomimus altus

### Primates
- Lémur, sifaka de Coquerel

### Pterosaurios
- Geosternbergia sternbergi

### Lepidosauromorfos
- Icarosaurus siefkeri

### Anfibios temnospóndilos
- Koolasuchus cleelandi

### Aves
- Ichthyornis dispar

### Insectos odonatos
- Libélulas de campo